# Leo Records
Leo Records ist ein auf Jazzmusik spezialisiertes unabhängiges Schallplattenlabel mit über 400 Veröffentlichungen. Das Label wurde 1979 von dem sowjetischen Emigranten Leo Feigin in London gegründet.

## Allgemeines zum Label
Nach der sowjetischen Invasion in Afghanistan 1979 begann eine Phase der Isolation und Abschottung des Kulturlebens in der UdSSR. Festivals in Moskau und Leningrad und in allen Teilen des Landes hatten aber eine wichtige kommunikative Funktion für die russische Jazzszene. Obwohl die Kontakte in den Westen relativ abgeschnitten waren, gab es die Bemühungen des deutschen Klarinettisten Hans Kumpf, für die Moskauer und Leningrader Jazz-Avantgarde zu werben. Parallel zu den Anstrengungen von Kumpf sorgte der Emigrant Leo Feigin von London aus für eine größere Bekanntheit des sowjetischen Jazz und kämpfte gegen den kollektiven Purismus und die organisierte Fremdenfeindlichkeit in der sowjetischen Kulturpolitik.

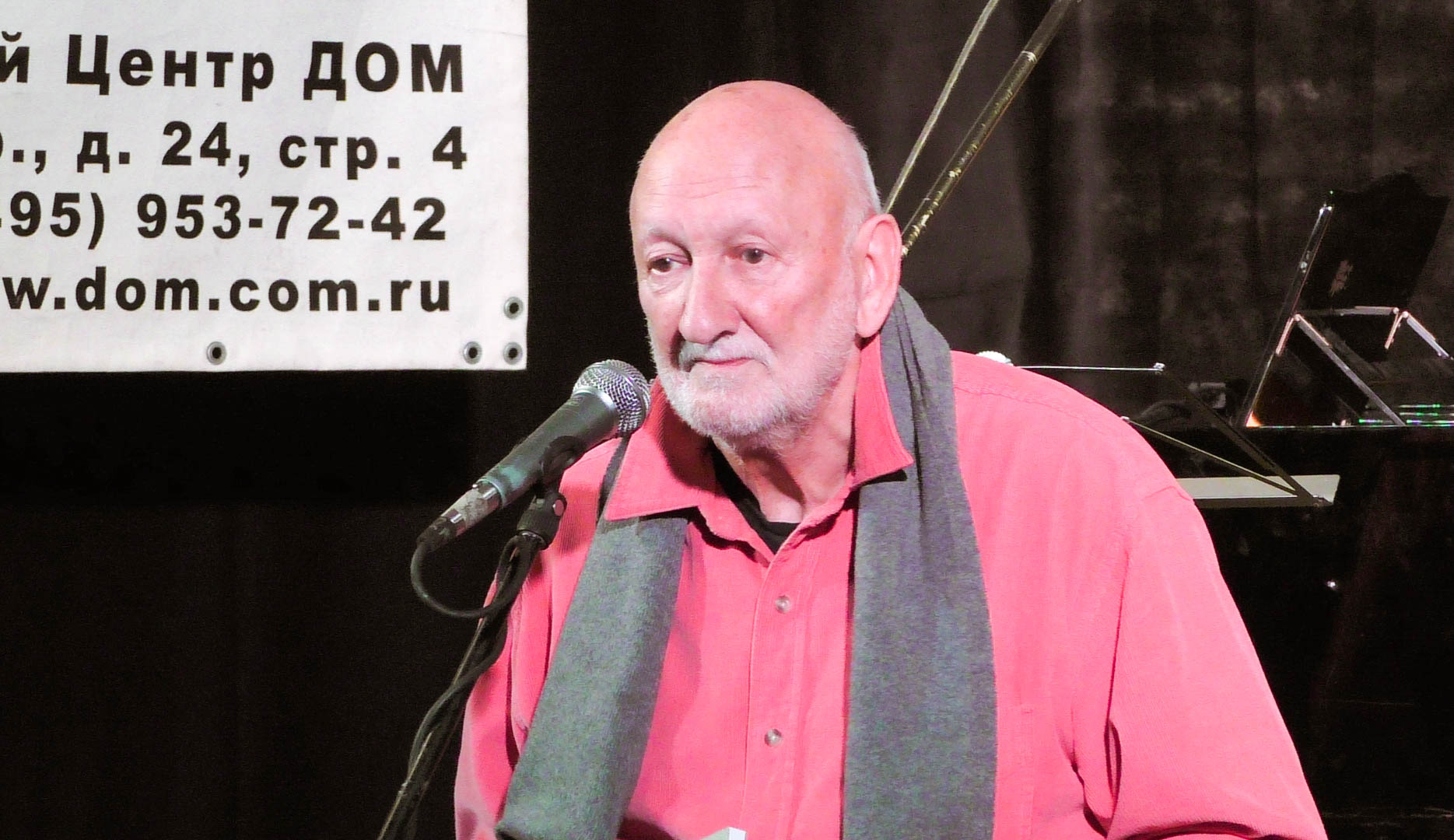
Leo Feigin (2017). Foto: Mark Nakoykher

So gründete Feigin Ende der 1970er Jahre die unabhängige Plattenfirma Leo Records als Organ für freie Musik aus seinem Heimatland – in Verbindung mit seinem Moskauer Freund Nick Dimitriev (1955–2004). Auf die Verhaftung des Jazzmusikers Anatoli Wapirow reagierte Feigin mit der Herausgabe einer LP mit dem Titel Condemned To Silence. Die zahlreichen Platten, die Feigin auf Leo Records veröffentlichte, erregten das Interesse an russischem Jazz im Westen und ermutigten die Musiker in der damaligen UdSSR.
Auf dem Label erschien das Werk des Ganelin Trios von Vyacheslav Ganelin. Ohne Exklusivverträge erschienen dort jeweils zahlreiche Alben von Anthony Braxton, Marilyn Crispell und Gebhard Ullmann sowie von Simon Nabatov (Spinning Songs of Herbie Nichols), John Wolf Brennan, des Quartetts Pago Libre, von Carlo Actis Dato und seinem Brasserie Trio und vom Duo Ivo Perelman/Karl Berger. Leo veröffentlichte außerdem Platten von Hans Kumpf, Reggie Workman, Jaki Byard, Valentina Ponomareva, Misha Lobko, Vladimir Chekassin, Maggie Nicols, Sun Ra, Sainkho Namtchylak, Alexei Kruglow, dem Trio Second Approach und von Amina Claudine Myers.
Im Februar 2024 ist auf der Website zu lesen: „This year we are having a CLOSING DOWN SALE. It might be the last sale in the history of Leo Records.“ („Dieses Jahr veranstalten wir einen RÄUMUNGSVERKAUF. Es könnte der letzte Verkauf in der Geschichte von Leo Records sein.“)